# 枫树坝水库
楓樹壩水庫位於中国广东省河源市龍川縣楓樹壩鎮的東江上游干流上，是集防洪、發電、供水於一體的綜合性水庫，水庫的大壩高91.5米，壩頂長418米，屬空腹重力型壩。總庫容19.4億立方米，控制流域面積5150平方公里，是廣東第二大的人工湖。
楓樹壩水電站是目前廣東第三大水力發電站，水電站的總裝機容量15.0萬千瓦。1970年5月正式動工，兩台機組分別於1973年12月26日和1974年11月29日正式發電。